# Винокур, Лев (фигурист)
Лев Винокур (род. 25 апреля 2006, Москва, Россия) — израильский фигурист, выступающий в одиночном катании. Чемпион Израиля по фигурному катанию 2025 года.

## Биография
Лев Винокур родился в Москве в 2006 году. В настоящее время проживает в Хакенсаке, Нью-Джерси, США, там же и тренируется у Николая Морозова. Является членом «Ice Holon», на международных соревнованиях представляет Израиль.
В 2023 году на чемпионате Израиля стал серебряным призёром, уступив победу Марку Городницкому.

### 2024—2025
Лев Винокур выиграл чемпионат Израиля в мужском одиночном катании.
В январе 2025 года представлял свою страну на чемпионате Европы в Таллине.

## Результаты
CS: Challenger Series
| Соревнования             | 22/23         | 23/24         | 24/25         |               |               |
| Международные            | Международные | Международные | Международные | Международные | Международные |
| ------------------------ | ------------- | ------------- | ------------- | ------------- | ------------- |
| Чемпионаты Европы        |               |               | 13            |               |               |
| Чемпионаты мира          |               |               | 25            |               |               |
| CS Золотой конёк Загреба | 11            |               | 8             |               |               |
| CS Lombardia Trophy      |               |               | 7             |               |               |
| CS Nebelhorn Trophy      |               |               | 8             |               |               |
| CS Warsaw Cup            |               | 18            |               |               |               |
| Bavarian Open            |               | 3             |               |               |               |
| Denkova-Staviski Cup     |               |               | 1             |               |               |
| Национальные             |               |               |               |               |               |
| Чемпионат Израиля        | 2             |               | 1             |               |               |